# 김제철
김제철(金齊喆)은 조선시대의 판소리 명창으로 8명창의 한 사람이다. 충청도에서 태어났다. 그의 더늠은 심청가 중에서 〈갑자 사월 초파일〉이다. 그의 소리제는 가야금과의 병창제인 석화제라고 한다.